# Качество жизни
Ка́чество жи́зни (англ. Quality of Life) — междисциплинарное понятие, характеризующее эффективность всех сторон жизнедеятельности человека, уровень удовлетворения материальных, духовных и социальных потребностей, уровень интеллектуального, культурного и физического развития, а также степень обеспечения безопасности жизни.
Согласно определению Всемирной организации здравоохранения (ВОЗ) этот термин охватывает физическое, физиологическое, психическое, психологическое, эмоциональное и социальное здоровье человека, основанное на его восприятии своего места в обществе. Качество жизни используется Организацией Объединённых Наций (ООН) для оценки и сравнения социального и экономического положения населения стран. Качество жизни наиболее часто характеризуют по показателям здравоохранения, образования, демографии, экономических условий, экологической обстановки, условия жизни, занятости и реализации конституционных прав.

## Определение и ключевые составляющие
Понятие «качество жизни» различается в зависимости от научной дисциплины, которая его использует. Например, в философии под качеством жизни понимают комплексную характеристику человека в социальных системах, которая выражает степень свободы, возможностей развития, совокупность духовных и культурных ценностей. В экономической отрасли делается акцент на фактическую степень удовлетворения основных потребностей человека, уровень его развития и степень обеспечения безопасности жизни. В социологии выделяют качество удовлетворения материальных и культурных потребностей, качество образования, обслуживания и так далее. Для медицины характерен упор на здоровье и качество здравоохранения, для психологии — потребности личности, поиск человеком смысла жизни, стремление к счастью. В экологии наиболее важным считается наличие экологически благополучной окружающей среды, в географии — соответствие среды жизни объективным нормам и субъективным потребностям территориальной общности.
Часто для описания качества жизни используют определения уровень жизни, стандарт жизни, благосостояние и другие, что во многом затрудняет понимание основного термина. Эти понятия отличаются главным образом по своему охвату. Так, уровень жизни отражает благосостояние населения, в то время как качество жизни включает помимо материального благополучия ещё такие показатели, как здравоохранение, социальное обеспечение и многие другие.
По мнению социологов Финансового университета при Правительстве России, высокое качество жизни человека подразумевает следующие критерии:
- достаточную продолжительность здоровой жизни, поддержанную хорошим медицинским обслуживанием и безопасностью (отсутствием значимых угроз жизни и здоровью);
- приемлемый объём потребления товаров и услуг, гарантированный доступ к материальным благам;
- удовлетворительные социальные отношения, отсутствие серьёзных общественных конфликтов и угроз достигнутому уровню благополучия;
- благополучие семьи;
- познание мира и развитие — доступ к знаниям, образованию и культурным ценностям, формирующим личность и представления об окружающем мире;
- учёт мнения индивида при решении общественных проблем, участие в создании общепринятой картины мира и правил поведения человека;
- социальную принадлежность, полноправное участие в общественной и культурной жизни во всех их формах;
- доступ к разнообразной информации, включая сведения о положении дел в обществе;
- комфортные условия труда, дающего простор для творчества и самореализации, относительно короткий рабочий день, оставляющий человеку достаточно свободного времени для различных занятий.

## Основные индикаторы

Индекс качества жизни по странам в 2019 году

Показатели качества жизни в разных странах могут отличаться друг от друга, так как они во многом зависят от стадии экономического развития. Существует более 150 методик оценок качества жизни, среди которых особенно распространены индексы качества жизни, официальная статистика о социальных явлениях в стране, социологические опросы и интегральные показатели, характеризующие субъективную оценку качества жизни. Среди наиболее известных опросников выделяют следующие:
- опросники качества жизни ВОЗ,
- краткую форму оценки здоровья SF-36, которая применяется более чем в 40 странах мира,
- опросник оценки качества жизни EQ-5D[англ.],
- госпитальная шкала тревоги и депрессии и другие[13].

Основным индикатором качества жизни является индекс развития человеческого потенциала (ИРЧП), разработанный сотрудниками программы развития ООН (ПРООН). В его основе лежит измерение трёх параметров: ожидаемая продолжительность жизни, уровень образования и величина BBП на душу населения. В 2009 году вышел доклад международной Комиссии по основным показателям экономической деятельности и социального прогресса под руководством Нобелевских лауреатов Джозефа Стиглица и Амартии Сена, в котором предлагалось заменить оценку по валовому внутреннему продукту (ВВП) на показатель качества жизни как основного критерия экономического развития общества. Также в этом докладе были выделены ключевые составляющие понятия «качества жизни»: материальные условия жизни, здоровье, уровень образования и наличие различных навыков, персональная деятельность, политический голос и гражданские права, социальные связи и отношения, нынешнее и будущее состояние окружающей среды, экономическая и физическая безопасность. В 2017 году на основании отчёта Евростата они были приняты как индикаторы качества жизни.
Согласно отчёту ПРООН за 2018 год, из 189 стран, по которым рассчитывается ИРЧП, 59 входят в группу очень высокого развития человеческого потенциала, и только 38 — в группу с низким уровнем ИРЧП. Первые пять мест занимали Норвегия, Швейцария, Австралия, Ирландия и Германия, в то время как Нигер, Центральноафриканская Республика, Южный Судан, Чад и Бурунди разместились на самых низких позициях. Россия в рейтинге заняла 49 место.
Основные показатели, по которым анализируется качество жизни:
- Социально-демографические — фактическая продолжительность жизни, динамика заболеваемости, рождаемости, смертности.
- Экономическая активность населения — уровень безработицы, миграция населения и её причины.
- Социальная напряжённость — участие в политических мероприятиях, забастовках, доля теневой экономики в ВВП, динамика преступности.
- Развитие социальной сферы — доля расходов на образование, науку, здравоохранение и культуру в ВВП, количество учащихся и студентов и другие.
- Экологические — содержание вредных веществ в атмосфере, почве, воде, продуктах питания, затраты на экологию в ВВП, вклад в охрану окружающей среды и рациональное использование природных ресурсов.

Как индикатор качества жизни также применяется показатель «годы счастливой жизни» (happy life expectancy, HLE), который рассчитывают как произведение доли людей, которые при опросе считают себя полностью или в основном счастливыми, и средней ожидаемой продолжительности жизни в данной стране на год, когда проводится оценка. Показатель был предложен в начале 90-х голландским учёным Рутом Венхувеном. По мысли автора, это интегральный показатель, в котором ожидаемая продолжительность жизни является объективной оценкой, а доля счастливых людей — субъективной. По данным за 2010—2020 годы по этому показателю лидируют Катар, Швеция, Новая Зеландия, Сингапур, Нидерланды.
В России в основе оценки некоторых элементов качества жизни лежат показатели минимального размера оплаты труда, прожиточного минимума и обеспеченность населения учреждениями здравоохранения, образования, культуры и другими.
В Финансовом университете при Правительстве РФ для оценки качества жизни используется методология, основанная на мониторинге ряда показателей:
- Уровень материального благополучия
- Готовность к миграции
- Доступность недвижимости
- Качество медицинского обслуживания населения
- Состояние экологической среды, качество воды, воздуха, переработка отходов
- Качество работы системы образования
- Распространённость деструктивного поведения
- Интерес к культурным ценностям
- Конфликтность общественных отношений
- Состояние дорожного хозяйства и общественного транспорта
- Работа предприятий ЖКХ по поддержанию жилого фонда, благоустройство города
- Условия ведения бизнеса
- Тревожность населения

## История

### Мировое развитие
Активные исследования качества жизни начались во второй половине XX века в США. Изначально понятие связывали со здоровьем населения, охраной окружающей среды и развитием городов. Как научное понятие, словосочетание «качество жизни» впервые применил экономист Джон Гэлбрейт в своей книге «Общество изобилия» 1958 года. В политике термин стали активно использовать после того, как в 1963 году его произнёс президент Джон Кеннеди в «Докладе о положении нации».
В 1961 году специалисты ООН предложили одну из первых номенклатур показателей качества жизни. А с 1962 по 1973 годы в США разработали систему «социальных показателей», которая помогла определить качество во многих сферах жизнедеятельности. Она состояла из семи блоков: здоровье, общественная безопасность, образование, труд, доход, жилище, досуг, которые в свою очередь включали 167 показателей. Исследованиями в области качества жизни также активно занимались специалисты ВОЗ, выделяющие приоритетным направлением принципы здоровья и экологические компоненты.
В 1990-е годы эксперты ООН разработали широкую систему индикаторов качества жизни, а специалисты ПРООН начали выпускать ежегодные отчёты о развитии человека. В докладах впервые ввели категории «человеческое развитие» и предложили её измеритель — индекс человеческого развития. Первый мировой рейтинг, основанный на показателях качества жизни, ООН выпустила в 1998—2000 годах, в него входило 174 страны.

### Российская ситуация
В 1970-х годах к исследованию концепции качества жизни присоединились советские учёные, такие как Наталья Римашевская, Леонид Гордон, Валентин Толстых, Игорь Бестужев-Лада и многие другие. Свой вклад также внёс председатель Комиссии по изучению естественных производительных сил России академик Владимир Вернадский.
В 2005 году для улучшения демографической ситуации в стране приняли приоритетные национальные проекты: «Здоровье», «Образование», «Жильё» и «Развитие агропромышленного комплекса». Правительство России распоряжением от 17 ноября 2008 года утвердило концепцию долгосрочного социально-экономического развития Российской Федерации на период до 2020 года — «Стратегия 2020».
Рейтинг российских регионов по качеству жизни по версии «РИА Новости», 2018 год
| Субъект РФ                               | Рейтинговый балл | Место в 2018 году | Место в 2017 году |
| Москва                                   | 77.371           | 1                 | 1                 |
| Санкт-Петербург                          | 75.687           | 2                 | 2                 |
| Московская область                       | 72.453           | 3                 | 3                 |
| Татарстан                                | 66.147           | 4                 | 4                 |
| Белгородская область                     | 64.426           | 5                 | 5                 |
| Краснодарский край                       | 63.973           | 6                 | 6                 |
| Воронежская область                      | 60.757           | 7                 | 7                 |
| Ханты-Мансийский автономный округ — Югра | 60.113           | 8                 | 9                 |
| Липецкая область                         | 59.245           | 9                 | 8                 |
| Калининградская область                  | 58.935           | 10                | 10                |
| Ленинградская область                    | 58.148           | 11                | 12                |
| Ямало-Ненецкий автономный округ          | 57.966           | 12                | 16                |
| Свердловская область                     | 56.672           | 13                | 11                |
| Тюменская область                        | 56.302           | 14                | 13                |
| Курская область                          | 55.391           | 15                | 15                |
| Нижегородская область                    | 55.077           | 16                | 14                |
| Тульская область                         | 54.769           | 17                | 17                |
| Самарская область                        | 54.214           | 18                | 20                |
| Ростовская область                       | 54.124           | 19                | 18                |
| Севастополь                              | 53.527           | 20                | 23                |
| Калужская область                        | 53.043           | 21                | 19                |
| Ставропольский край                      | 53.016           | 22                | 22                |
| Челябинская область                      | 52.435           | 23                | 21                |
| Новосибирская область                    | 51.249           | 24                | 26                |
| Башкортостан                             | 50.201           | 25                | 24                |
| Рязанская область                        | 49.898           | 26                | 25                |
| Ярославская область                      | 49.597           | 27                | 28                |
| Ульяновская область                      | 48.779           | 28                | 31                |
| Хабаровский край                         | 48.778           | 29                | 30                |
| Пензенская область                       | 48.511           | 30                | 27                |
| Адыгея                                   | 47.973           | 31                | 29                |
| Камчатский край                          | 47.868           | 32                | 35                |
| Оренбургская область                     | 47.763           | 33                | 41                |
| Владимирская область                     | 47.573           | 34                | 32                |
| Магаданская область                      | 47.465           | 35                | 44                |
| Мурманская область                       | 47.308           | 36                | 42                |
| Волгоградская область                    | 47.307           | 37                | 39                |
| Саратовская область                      | 47.222           | 38                | 33                |
| Смоленская область                       | 47.184           | 39                | 37                |
| Тамбовская область                       | 46.955           | 40                | 34                |
| Орловская область                        | 46.924           | 41                | 43                |
| Пермский край                            | 46.650           | 42                | 44                |
| Удмуртия                                 | 46.506           | 43                | 36                |
| Мордовия                                 | 46.280           | 44                | 46                |
| Красноярский край                        | 46.260           | 45                | 38                |
| Сахалинская область                      | 45.978           | 46                | 53                |
| Чувашия                                  | 45.925           | 47                | 40                |
| Ивановская область                       | 45.402           | 48                | 47                |
| Брянская область                         | 45.270           | 49                | 50                |
| Приморский край                          | 45.200           | 50                | 48                |
| Томская область                          | 44.469           | 51                | 49                |
| Крым                                     | 43.803           | 52                | 55                |
| Амурская область                         | 43.801           | 53                | 61                |
| Кемеровская область                      | 43.260           | 54                | 56                |
| Хакасия                                  | 42.166           | 55                | 51                |
| Астраханская область                     | 41.725           | 56                | 52                |
| Омская область                           | 41.681           | 57                | 54                |
| Псковская область                        | 41.602           | 58                | 62                |
| Тверская область                         | 41.521           | 59                | 64                |
| Костромская область                      | 40.685           | 60                | 58                |
| Новгородская область                     | 40.553           | 61                | 57                |
| Вологодская область                      | 40.353           | 62                | 59                |
| Кировская область                        | 40.183           | 63                | 60                |
| Республика Коми                          | 39.984           | 64                | 65                |
| Северная Осетия                          | 39.827           | 65                | 72                |
| Марий Эл                                 | 39.548           | 66                | 63                |
| Ненецкий автономный округ                | 39.255           | 67                | 67                |
| Иркутская область                        | 39.240           | 68                | 69                |
| Дагестан                                 | 39.102           | 69                | 73                |
| Чукотский автономный округ               | 38.954           | 70                | 78                |
| Чечня                                    | 38.766           | 71                | 68                |
| Якутия                                   | 37.617           | 72                | 71                |
| Алтайский край                           | 37.609           | 73                | 66                |
| Карелия                                  | 36.324           | 74                | 70                |
| Архангельская область                    | 35.676           | 75                | 74                |
| Кабардино-Балкария                       | 34.148           | 76                | 75                |
| Бурятия                                  | 30.526           | 77                | 76                |
| Еврейская автономная область             | 29.923           | 78                | 80                |
| Курганская область                       | 28.890           | 79                | 77                |
| Республика Алтай                         | 28.768           | 80                | 82                |
| Калмыкия                                 | 28.757           | 81                | 79                |
| Ингушетия                                | 28.533           | 82                | 84                |
| Забайкальский край                       | 27.192           | 83                | 81                |
| Карачаево-Черкесия                       | 25.300           | 84                | 83                |
| Тыва                                     | 16.195           | 85                | 85                |

## Качество жизни в медицине
В мировой практике с точки зрения медицины, системообразующим понятием качества жизни является здоровье. В современной медицине широко распространён термин «качество жизни, связанное со здоровьем» (англ. health related quality of life, HRQL), который характеризует физическое, эмоциональное, психологическое и социальное функционирование больного человека, основанное на его субъективной оценке. При этом принимаются во внимание разные сферы жизни пациента, как напрямую связанные с состоянием здоровья, так и зависящие от него лишь косвенно.
Повышение качества жизни является либо основной, либо дополнительной целью лечения. Если заболевание может привести к сокращению жизни пациента, то качество жизни становится дополнительной целью. Если заболевание неизлечимо, то повышение качества жизни является приоритетом — такой подход используется в паллиативной помощи.
Исследования качества жизни проводятся в паллиативной медицине, кардиологии, трансплантологии, онкологии, хирургии, психиатрии, эндокринологии, геронтологии, неврологии и других областях медицины. Основные направления — стандартизация методов лечения, экспертиза новых методов лечения и лекарственных средств, разработка прогностических моделей течения болезней и экономическое обоснование методов лечения.

### Методология оценки
Основным инструментом оценки качества жизни пациентов являются шкалы здоровья и опросники. Специализированные опросники могут относиться к определённым областям медицины, конкретным болезням или к конкретным стадиям болезни и различным состояниям. Информация для составления шкалы здоровья собирается на основе обследования, статистической обработки, анализа и интерпретации данных. К общим относятся краткая форма оценки здоровья SF-36, EQ-5D, опросник ВОЗ WHOQOL-100, PDQL, Ноттингемский профиль здоровья, профиль влияния болезни и вопросник здоровья ребёнка.
Основополагающие критерии качества жизни, разработанные ВОЗ, включают следующие показатели:
- физические — сила, энергия, усталость, боль, дискомфорт, сон, отдых;
- психологические — эмоции, мышление, изучение, запоминание, концентрация, самооценка, внешний вид, негативные переживания;
- уровень независимости — повседневная активность, работоспособность, зависимость от лечения и лекарств;
- общественная жизнь — личные взаимоотношения, общественная ценность субъекта, сексуальная активность;
- окружающая среда — благополучие, безопасность, доступность и качество медицинского и социального обеспечения, доступность информации, образование, экология[40].

### Паллиативная медицина
Это область здравоохранения, целью которой является достижение максимально возможного качества жизни неизлечимо больных людей и их родных, а также поддержание их физического, психологического, социального и духовного здоровья. Основными критериями оценки эффективности паллиатива являются уровень качества жизни и удовлетворённость пациента оказываемой помощью. Для измерения этих показателей используются «Индивидуальная карта пациента» и «Карта оценки качества жизни». Разновидностью паллиативной помощи является хосписная помощь.

### Фармакоэкономика
Это наука, которая изучает соотношение между затратами на лечение и его эффективностью. Расчёты, производимые фармакоэкономикой, помогают оценить затраты и результаты лечения при использовании новых препаратов и схем лечения, а также сравнить их со стандартными подходами. В 1970-е годы в экономике для расчёта эффективности медицинского вмешательства предложили включить категорию качество жизни и сделать его неотъемлемой частью анализа «стоимость — эффективность», а саму оценку эффективности лечения проводить на основании расчёта количества QALY — годы жизни с поправкой на качество. Позднее на основе этой концепции разработали расчёт соотношения «стоимость — полезность», который анализирует эффективность лечения по его пользе для здоровья.
Годы жизни с поправкой на качество — условная интегральная величина, учитывающая продолжительность жизни пациента и её качество. Формула расчёта включает годы, прожитые больным, умноженные на коэффициент, отражающий качество его жизни. Коэффициент может принимать значения от 1,0 (абсолютное здоровье, максимальное качество жизни) до 0,0 (смерть). При этом один год, прожитый с наилучшим состоянием здоровья прибавляет к величине один год, прожитый качественно. В случае, если коэффициент качества не равен единице, то прибавляется соответствующее число. Например, для коэффициента 0,6 прибавляется 0,6, а два года жизни с коэффициентом 0,5 считают за единицу. Величина QALY широко применяется в западных странах.